# 单系统映像
单系统映像（Single-system image，SSI）是分布式计算的一种模式，使用一个多网络的通用接口，分布式数据库，或者多个服务器，但对用户而言是一个系统。换句话说，该操作系统环境由系统中的所有节点共享。

## 单系统镜像集群系统特性
不同的单系统镜像根据不同的使用意图有下面特性的已不能特性。

### 进程迁移（Process migration）
许多单系统镜像提供进程迁移的功能。进程在一个节点可是运行，出于资源平衡或者管理的原因，然后被迁移另一节点运行。当一个进程从一个节点迁移到另一个节点时，其他相关的资源（比如IPC资源）可能也一同跟着迁移。

### 集群IP地址
以下是作为单系统映像操作系统的例子：
- Amoeba (操作系统)
- BProc
- DragonFly
- Genesis
- Kerrighed
- Mosix/OpenMosix
- Nomad
- OpenSSI
- Plurix
- Sprite (操作系统)
- TruCluster